# Кулер (апарат)
Ку́лер для води́ (англ. water cooler — «водоохолоджувач») — пристрій для подачі води. Функціонально кулер може бути із охолодженням, нагріванням бутильованої води або без цих функцій.
Розрізняють декілька видів кулерів: за типом встановлення — підлогові та настольні, за типом охолодження — компресорні та електронні, за типом завантаження — з нижнім завантаженням та з верхнім завантаженням бутля.

## Інтернет-ресурси
- Verordnung über natürliches Mineralwasser, Quellwasser und Tafelwasser (PDF; 42 kB)
- German WaterCooler Association e. V. (GWCA)